# Каменный цветок (мультфильм)
«Каменный цветок» — советский кукольный мультипликационный фильм режиссёра Олега Николаевского, снятый Свердловской киностудией в 1977 году по мотивам уральских сказов П. П. Бажова «Каменный цветок» и «Горный мастер».
В мультфильме совмещаются кукольная мультипликация и съёмки живых актёров.

## Сюжет
Как повествует легенда, жил когда-то на заводе удивительный мастер по имени Данила. С детства он был обучен всем тайнам художественной обработки камня, очень искусно вырезал он каменные фигуры, вызывая искреннее восхищение. Была у него невеста — девушка Катя, добрая и отзывчивая. Всё было бы хорошо, вот только Данила не доволен своим умением, он хочет достичь совершенства в этом искусстве. Однажды позвала его к себе Хозяйка Медной горы и поручила ему создать цветок из камня, чтобы нельзя его было отличить от настоящего. Она решила заставить мастера навсегда забыть мир людей и невесту, оставив его в своей власти. Но что для Данилы окажется важнее — достижение совершенства и несметные богатства, или любовь Кати?

## Создатели
- Автор сценария: Александр Тимофеевский
- Режиссёр-постановщик: Олег Николаевский
- Оператор и кукловод: Валентин Баженов
- Художник и декоратор: А. Голощук
- Композитор: Владислав Казенин
- Звукооператор: Л. Винокур
- В ролях: Олег Николаевский (сказитель), Татьяна Юшкова (Хозяйка, живая съёмка)
- Монтажёры: Л. Пермякова, Фаина Стремякова
- Ассистенты: И. Штеренгарц, Н. Банько, Н. Павлов
- Куклы и декорации выполнены: П. Куфтиным, Юрием Ушаковым, Оксаной Черкасовой
- Консультанты: В. Семёнов, В. Холостых
- Редакторы: Г. Булатов, И. Орлов
- Директор картины: Фёдор Антонов

## Музыка
В мультфильме звучит музыка в исполнении Государственного симфонического оркестра кинематографии СССР. Дирижёр — Давид Штильман.

## Мультфильмы по сказам Павла Бажова
В честь 100-летия Павла Петровича Бажова на Свердловской киностудии разными режиссёрами были сняты мультипликационные экранизации его сказов, в том числе и этот мультфильм:
- «Синюшкин колодец» (1973 год)
- «Медной горы хозяйка» (1975 год)
- «Малахитовая шкатулка» (1976 год)
- «Каменный цветок» (1977 год)
- «Подарёнка» (1978 год)
- «Золотой волос» (1979 год)
- «Травяная западёнка» (1982 год)

Также по мотивам сказов «Каменный цветок» и «Горный мастер» на «Союзмультфильме» был снят рисованный мультфильм (реж. Инесса Ковалевская, 1978 год).

## Отзыв критика
Особым спросом пользовались лишь анимационные версии бажовских сказок, наивные и поучительные детские истории.
— Лариса Малюкова «СВЕРХкино» с.122

## Издание на видео
В России в 2000-е годы мультфильм выпущен на DVD изданием «Твик Лирек» в сборнике мультфильмов «Сказки Бажова» («Медной горы хозяйка», «Каменный цветок», «Подарёнка», «Малахитовая шкатулка» и «Синюшкин колодец»).
В 2007 году мультфильм снова выпущен на DVD изданием «Крупный План» в сборнике мультфильмов «Малахитовая шкатулка» («Малахитовая шкатулка», «Медной горы хозяйка», «Каменный цветок», «Подарёнка» и «Золотой волос»).